# Miki Yoshikawa
Miki Yoshikawa (吉河美希?, Yoshikawa Miki; 2 ottobre 1982) è una fumettista giapponese. È nota per essere l'autrice dei manga Yankee-kun & Megane-chan - Il teppista e la quattrocchi, Yamada-kun e le 7 streghe e A Couple of Cuckoos, tutti portati in Italia dalla casa editrice Star Comics.

## Biografia
Inizia a disegnare dopo la fine delle superiori, nel 2003 spedisce una storia da lei creata, intitolata Glory Days, alla Kōdansha per un concorso e riesce ad ottenere anche un premio nonostante non avesse mai disegnato seriamente prima di allora. Diventa assistente del mangaka Hiro Mashima, conosciuto durante la cerimonia di premiazione del concorso a cui aveva partecipato, lavorando per 3 anni con lui. Proprio durante questo periodo inizia ad elaborare la storia di Yankee-kun & Megane-chan - Il teppista e la quattrocchi, l'opera con cui viene conosciuta dal grande pubblico, iniziata come episodio pilota autoconlusivo nel 2005 su Magazine Special, nel 2006 inizia ad essere serializzata su shonen magazine wonder per poi essere spostata su Weekly Shōnen Magazine nello stesso anno, e terminata a maggio 2011 con 23 volumi. L'opera è stata anche portata in Italia da Star Comics, annunciata durante il Lucca Comics & Games, ed è stata trasposta in un drama.
Poco dopo la fine di Yankee-kun & Megane-chan - Il teppista e la quattrocchi pubblica, su Bessatsu Shōnen Magazine, un capitolo autoconclusivo chiamato Maou no kyouishi.
Ritorna su Shōnen Magazine a febbraio del 2012 con Yamada-kun e le 7 streghe, anch'esso licenziato in Italia da Star Comics e trasposto in un drama. Su Magazine Special pubblica, a dicembre 2013, un crossover tra i suoi due manga intitolato Yamada-kun, il teppista, la quattrocchi e le streghe, pubblicato da Star Comics in occasione del Mantova Comics & Games 2014 e distribuito in un booklet di 20 pagine in omaggio. È stata portata come ospite da Star Comics al Lucca Comics & Games 2013 alla vista dell'annuncio di inizio serializzazione di Yamada-kun e le 7 streghe.
Nonostante le sue storie siano principalmente comiche, ama le storie tristi e crudeli, soprattutto Berserk.

## Opere
- Glory Days (2003, storia autoconclusiva)
- Yankee-kun & Megane-chan - Il teppista e la quattrocchi (2006-2011)
- Maō no kyōshitsu (2011, storia autoconclusiva)
- Yamada-kun e le 7 streghe (2012-2017)
- Yamada-kun, il teppista, la quattrocchi e le streghe (2013, storia autoconclusiva)
- A Couple of Cuckoos (2020-in corso)
- Hiiragi-san Chi no Kyuuketsu Jijou (2021-in corso)
- Miki Yoshikawa Tanhenshū: SHOW TIME!! Leftside (2022, raccolta di storie brevi)
- Miki Yoshikawa Tanhenshū: SHOW TIME!! Rightside (2022, raccolta di storie brevi)